# Проданюк Роман Олексійович
Проданю́к Рома́н Олексі́йович— український пастор Церкви адвентистів сьомого дня, богослов, викладач Українського адвентистського теологічного інституту (УАТІ). Із 10 липня 2025 року очолює Українську уніонну конференцію (УУК).

## Біографія
Народився в родині православних християн у Львівській області.
Під час навчання у Львівській політехніці взяв у бібліотеці Новий Заповіт, що започаткувало його особистий пошук Бога.
У 1991 році на євангельській програмі з проповідником Сірілом Міллером у Львові прийняв хрещення і приєднався до Церкви адвентистів сьомого дня.
Почав пасторське служіння 1994 року в громадах Західної конференції, згодом — у Київській. Із 2014 року очолював Київську конференцію ЦАСД.
Також координував відділи суботньої школи, особистого служіння та адвентистської місії. Розробив програму «Системна місія» зі щорічними циклами євангелізації.
- 2012 — Master of Arts in Religion (магістр гуманітарних наук) в Університеті ім. Ендрюса[en], США.[9]
- 2016 — Doctor of Ministry (DMin), той самий університет.[9]

Працює викладачем УАТІ, готуючи майбутніх пасторів і лідерів Церкви.
10 липня 2025 року XII з’їзд делегатів обрав Романа Проданюка президентом Української уніонної конференції, що координує служіння адвентистів по всій Україні.